# Le Groom vert-de-gris
Le Groom vert-de-gris est la cent-dix-neuvième histoire de la série Spirou et Fantasio, réalisée par Yann et Olivier Schwartz. Elle est publiée pour la première fois dans Spirou du no 3697 au no 3704. Il s'agit de la cinquième histoire de la collection Le Spirou de….

## Univers

### Synopsis
1942. Bruxelles est occupée. Spirou est toujours groom au Moustic Hôtel qui a été réquisitionné par les Allemands — il est ainsi contraint de porter un uniforme dont la couleur rappelle ceux de la Wehrmacht — tandis que Fantasio est journaliste au quotidien Le Soir, également contrôlé par les occupants. Ils se reprochent mutuellement leur trop grande proximité avec les Allemands. Mais ce que Fantasio ignore, c'est que Spirou, sous le nom de code d'Écureuil wallon, est en fait un membre de la résistance belge, qui s'apprête à déjouer le piège diabolique tendu par le redoutable colonel Von Knochen au principal réseau de résistance.

### Personnages
- Spirou : groom au Moustic Hôtel réquisitionné pour être le siège de l'armée allemande. Travaille en réalité pour la Résistance.
- Fantasio : journaliste au quotidien Le Soir.
- Ursula Chickengrüber (première apparition) : lieutenant au sein de l'armée allemande. Fait successivement des avances à Spirou (qui les repousse) et à Fantasio (qui les accepte).
- le colonel Helmuth Von Knochen (nom semblable à celui d'Helmut Knochen, avec l'ajout d'une particule)
- Jean Doisy, chef d'un réseau de résistance.
- Raymond Leblanc : prisonnier, membre de la résistance.
- Poildur : jeune délinquant mais néanmoins patriote, il refuse de collaborer avec les nazis.
- La mère Poildur (Mieke, de son prénom) : vendeuse ambulante de caricoles et mère de Poildur. Elle déteste les nazis.
- Glu-Glu, jeune zazoue qui se révèle être une membre de la résistance belge.
- Vercoquin, ami de Glu-Glu.
- Le Plancton, ami de Glu-Glu.
- Audrey, jeune juive qui se cache dans Bruxelles pour échapper à la déportation.
- Professeur Samovar : brillant scientifique qui lutte contre les Allemands mais qui ne semble hélas plus avoir toute sa tête.
- Radar : création du Professeur Samovar.
- Entresol : portier du Moustic Hôtel.
- Jean de Selys Longchamps
- Violette Morris
- Andrée De Jongh

Beaucoup de personnages sont repris des toutes premières aventures de Spirou et Fantasio. D'un point de vue diégétique, la plupart font ici leur première apparition alors qu'ils ont été créés à la fin des années 1940, voire avant-guerre. C'est le cas notamment pour :
- Entresol, personnage créé en 1938 par Rob-Vel
- Poildur, qui apparaît dans 4 aventures de Spirou et Fantasio
- Radar et le Professeur Samovar, qui apparaissent dans Radar le robot et 4 Aventures de Spirou et Fantasio.

## Autour de l'album
Dans les années 1980, Yann a été pressenti à deux reprises pour prendre les rênes de la série Spirou et Fantasio, d'abord avec Didier Conrad au dessin lors de la succession de Fournier, puis avec Yves Chaland au moment où Dupuis envisage de remplacer Nic et Cauvin. C'est finalement le duo Tome et Janry qui est choisi par l'éditeur. Chaland, qui avait commencé l'épisode Cœurs d'acier et pour qui Yann avait écrit le scénario d'une deuxième histoire, intitulée Le Groom vert-de-gris, est alors contraint d'abandonner ces projets. Le dessinateur ne réalise à l'époque que quelques esquisses du Groom vert-de-gris. 
Dans les années 2000, la collection Le Spirou de… — qui permet à Dupuis à la fois de tester de nouveaux auteurs potentiels pour Spirou et Fantasio et d'explorer des possibilités narratives — est l'occasion pour Yann de renouer avec l'univers de Spirou. Après avoir signé le scénario de l'album Le Tombeau des Champignac, il relance le projet du Groom vert-de-gris. Chaland étant décédé, c'est Olivier Schwartz qui assure le dessin, dans un style « atome » assez comparable. Le précédent album de la collection, Le Journal d'un ingénu par Émile Bravo, a cependant déjà mis en scène Spirou pendant la Seconde Guerre mondiale, ce qui oblige Yann à adapter son scénario pour prendre en compte l'épisode de Bravo et éviter les redites.
L'album marie un style narratif classique avec une multitude de références à l'univers de la bande dessinée franco-belge et à l'Histoire de la Seconde Guerre mondiale. Il se permet également des allusions aux relations amoureuses et à la sexualité, qui auraient trouvé plus difficilement leur place dans la série principale : Fantasio couche avec Ursula, une militaire allemande, et Spirou a des sentiments pour Audrey, une jeune femme juive cachée dans un grenier.
Ce passage de l'album a été l'occasion d'une controverse lancée sur son blog par Joann Sfar qui, comparant les approches de la guerre mondiale par Bravo et Yann, déplore les aspects « grinçants » de la vision de ce dernier. Sfar juge notamment que l'ébauche d'idylle entre Spirou et la jeune juive « combine de façon abominable une vision caricaturale de la femme, de l’amour, des juifs, de la déportation et de l’éveil des sens » et donne « le sentiment de toucher du doigt un vrai antisémitisme ». Yann défend son album et répond vertement à Joann Sfar dans une interview accordée à BoDoï, dans laquelle il dénonce « une sorte de  hiérarchie artificielle, une sorte d’échelle de "Richter-Sfar", sacralisant une pseudo-élite d’auteurs subtils, cultivés, raffinés (dont Joann serait une sorte d’ayatollah) et, tout en bas de l’échelle, le lumpenprolétariat des dessinateurs, trop bêtes, trop vulgaires pour argumenter ». Il souligne que la rencontre entre Spirou et Audrey se veut un hommage au Journal d'Anne Frank et que cette dernière, « dans ses lettres, soupire d’envie d’embrasser un garçon à de nombreuses reprises... C’est une allusion plutôt émouvante je trouve, et non une image "abominable, bête et vulgaire". Mais peut-être Joann n’a-t-il pas lu son Journal ? » : pour finir, il appelle Joann Sfar à « plus de nuances et de modestie » et le prévient qu' « à force de vouloir à tout prix jouer au grand ayatollah du 9e Art », il risque « de n’être perçu un jour que comme le petit mamamouchi du monde des bulles... ». 
L'historien belge Joël Kotek, spécialiste de la Shoah, juge pour sa part que l'épisode de l'histoire d'amour entre Spirou et la jeune juive n'a rien d'antisémite — le personnage d'Audrey étant au contraire très positif — et que l'on peut tout juste relever dans cette bande dessinée une vision « triviale » de l'Histoire, qui n'a d'ailleurs rien de choquant. Le journaliste Didier Pasamonik, tout en soulignant que l'album n'est pas antisémite, relève que Yann a déjà fait par le passé l'objet d'accusations en ce sens, notamment à l'occasion de l'album Requiem pour un Pimpf (1988), de la série La Patrouille des libellules. D'autres représentations de Juifs dans des séries de Yann, comme Les Innommables, ont contribué à ce que, « pour certains lecteurs juifs à la sensibilité exacerbée », le scénariste se retrouve « sous surveillance ». Pour Didier Pasamonik, les reproches que l'on peut faire à l'album tiennent à son traitement « désinvolte » de l'Histoire, qui se trouve en décalage avec la grande finesse des références utilisées ; il conclut que Yann, faute d'en avoir pris la mesure, a été la victime collatérale d'une polémique « toxique » liée au contexte contemporain.
Sa traduction norvégienne publiée par Egmont sous le titre Operasjon flaggermus reçoit en septembre 2018 le prix Sproing de la meilleure bande dessinée étrangère.

## Clins d'œil et références
Les auteurs font de nombreuses références à l'univers d'autres auteurs, notamment, mais pas uniquement, ceux de la bande dessinée franco-belge. On croise dans l'album :
- Tintin, Milou (Hergé)[4]
- Quick, Flupke, l'Agent 15 (Hergé)[5]
- Grandgil, Marcel Martin et Jambier (nommé dans l'album Vécot) du film de Claude Autant-Lara, La Traversée de Paris[6]
- Buck Danny (Charlier et Hubinon)[7]
- Jérôme, Lambique et Sidonie (Willy Vandersteen)[8]
- Bob Fish (Yves Chaland)[9]
- Ivanovitch Sakharine du Secret de la Licorne (Hergé)[9]
- Le Docteur Müller (Hergé) apparaît dans le rôle d'un tortionnaire de la Gestapo[10]
- Jo et Zette (Hergé)[11]
- Le  capitaine Francis Blake (Edgar P. Jacobs) commande une escadrille de la RAF[12]
- William Gallantine (les auteurs reproduisent non pas Bill Ballantine, le personnage du Bob Morane de Henri Vernes, mais un personnage de la BD Bob Marone, scénarisée par Yann, et qui parodiait l'œuvre de Vernes)[13]
- Aristide Filoselle du Secret de la Licorne (Hergé)[9]
- Superman (Jerry Siegel)[4]
- "Battling Jack" Murdock, père de Daredevil (Stan Lee)[5]
- Les Allemands ont une maquette de la Zorglumobile (Franquin) et de la fusée lunaire du Professeur Tournesol (Hergé)[14]
- Herr Doktor Kilikil (Franquin) de QRN sur Bretzelburg[15]

D'autres références y sont présentes :
- Hergé, Edgar P. Jacobs et Jacques Van Melkebeke sont représentés dans une case[9]
- Le nom du pilote Rod Nickwell est une anagramme de Nick Rodwell, gérant des droits de Hergé
- On voit sur un mur une affiche du film Les Aventures fantastiques du baron Münchhausen sortit en 1943
- Il est fait régulièrement référence à la publication des épisodes de Tintin Le Secret de La Licorne et Le Trésor de Rackham le Rouge qui est publié dans Le Soir de 1943 à 1944
- Jean Doisy est en réalité le rédacteur en chef du Journal de Spirou de 1938 à 1955 et le créateur du personnage de Fantasio. Il est à noter que le véritable Jean Doisy (de son vrai nom, Georges Evrard) a bel et bien été résistant pendant la guerre. Cependant Schwarz lui donne, de manière paradoxale — et peut-être faute de documentation photographique — les traits de Jijé ; lequel, au contraire, fut brièvement inquiété à la libération pour avoir continué à publier durant l'occupation de la Belgique[1].
- Raymond Leblanc, fondateur des Éditions du Lombard et du journal Tintin — et donc concurrent historique des éditions Dupuis et du journal Spirou — apparaît également sous les traits d'un résistant.
- Reconnaissable à sa barbe sombre, drue et fournie, Yvan Delporte figure parmi les résistants qui, au zoo, font passer la justice (tonte des condamnées pour collaboration)[16].
- La caserne Broca, en référence à l'un des dessinateurs de Spirou et Fantasio[17]
- Un char d'assaut américain avec l'inscription Greg[18]
- Poison Ivy — autre création de Yann — comme pin-up d'un avion US[19] elle même référence à La môme verte de gris de Peter Cheyney.
- La machine infernale — un appareil à brosser les vêtements — du Professeur Tournesol (Hergé), voisin de Fantasio[20]
- Une affiche publicitaire pour le « cirage Blondin » (référence à Blondin et Cirage, de Jijé ; le personnage de Cirage apparaît d'ailleurs sur l'affiche)[21]
- Une affiche pour une lotion capillaire avec Tif et Tondu et le slogan « Avant / Après. Traitement de choc ! » (référence à Monsieur Choc, l'adversaire de Tif et Tondu)[22]
- Une statue de Franquin avec le Marsupilami[22]
- Tortue, l'un des personnages de La Patrouille des libellules, une autre bande dessinée scénarisée par Yann[22]
- Le camion de biscuits nantais Yoann & Vehlmann, auteurs de la série originale[23]
- Une rue Jo Almo, scénariste de Franquin sur Il y a un sorcier à Champignac[5]
- Une rue Jean Darc, pseudonyme de Henri Gillain, frère de Jijé[5]
- Une rue Davine, scénariste et dessinatrice belge, épouse et assistante de Rob-Vel, premier auteur de Spirou[24]. Son nom est également reporté sur une colonne publicitaire aux côtés de ceux de Cauvin, de Gos et de Roba[25].
- Une rue Robert Velter (véritable nom de Rob-Vel)[26]
- Le nom des nouveaux concierges (M. et Mme) de l'immeuble de Fantasio est Fournier, repreneur de la série après Franquin[27].
- Le personnage et le nom de Glu-Glu sont prémonitoires de ceux de Seccotine.
- Les noms de deux des zazous sont une référence à Vercoquin et le Plancton, roman de Boris Vian. La physionomie du plus grand des deux (Le Plancton ?) évoque celle du Gaston (Lagaffe) des débuts[28] : nez patatoïde, cigarette, paupières mi-closes et indolentes.
- Le titre de l'album fait référence à la couleur de l'uniforme porté par Spirou, mais rappelle également le personnage de Verdegri, groom employé par un hôtel concurrent du Moustic et par conséquent rival de Spirou, qui apparaît dans deux histoires de Rob-Vel.

## Publication

### Album
- Mai 2009 : Tirage de Tête en couleurs, avec petit cahier graphique, limité à 500 exemplaires avec dos papier rouge, paru simultanément à la librairie Boulevard des Bulles, à Paris (350 exemplaires), ainsi qu'à Multi BD, à Bruxelles (150 exemplaires). Ce tirage est accompagné d'un ex libris signé qui est différent selon la librairie, tout le reste étant identique. Ce tirage a été épuisé au bout d'un mois à peine, dans les deux librairies, tant le succès de l'album fut rapide.

- Novembre 2009 : Tirage limité chez Dupuis à 2000 exemplaires, avec couverture et titre inédits (Le Kastar des Marolles), avec dos toilé vert, reprenant l'album en couleurs mais en dialecte bruxellois. Il est accompagné d'un lexique, de quelques images inédites ainsi que d'un commentaire de Yann sur certains passages notables de l'histoire.

- Janvier 2010 : Double Tirage limité sous forme de coffret, paru chez Bruno Graff. Le coffret contient deux tomes à dos papier rouge et à couverture inédite, dans une imitation des premiers Spirou de Franquin des années 1950. Le premier contient l'album en noir et blanc, rehaussé de 4 hors textes couleur inédits, et le second contient le making of avec de très nombreux documents et commentaires des deux auteurs sur plus de 80 pages. Le tout fut limité à 420 exemplaires accompagnés de 2 ex libris (un de Schwartz et l'autre de Yann). Ce tirage a bénéficié d'un lancement en avant première dans les librairies bruxelloises où presque tout le stock réservé aux libraires fut vendu avant même le lancement officiel à Angoulême, seulement une semaine plus tard.